# Militärflugplatz Montijo

i7
i11
i13
Der Militärflugplatz Montijo (port.: Base Aérea de Montijo) ist ein Militärflugplatz der portugiesischen Luftstreitkräfte Força Aérea Portuguesa (FAP), die ihn offiziell als Base Aérea Nº6 (BA6) bezeichnet. Er liegt westlich Montijos am südlichen Tejo-Ufer gegenüber von Lissabon und ist die Haupteinsatzbasis der Transportflugzeuge der FAP.

## Geschichte
Das Gelände der heutigen Basis entstand zunächst als Centro de Aviação Naval Sacadura Cabral der Marineflieger, das sich zuvor im „Bom Sucesso“-Hafen Lissabons befand.
Die Base Aero-Naval do Montijo wurde ab Anfang 1952 an die neugegründeten Luftstreitkräfte transferiert und erhielt am 3. März 1953 ihre jetzige Bezeichnung. Die Marineflieger existierten innerhalb der FAP übrigens noch bis 1958 als Untergruppierung Forças Aeronavais weiter. Die übernommenen Flugzeugtypen waren unter anderem Grumman G-21 und G-44 Flugboote sowie Helldiver-Sturzkampfbomber. In den 1950er Jahren beschaffte die FAP dann weitere Marineflugzeuge wie die Harpoon und die Neptune. Letztere wurden ab 1988 durch die Orion abgelöst, die als letzter in Montijo stationierter Marineflugzeugytp der FAP bis 2008 am Tejoufer beheimatet war.
Neben den Seekriegstypen waren später Transportflugzeuge wie die DC-6 und die C-212 und Hubschrauber wie die Alouette III und Puma in Montijo stationiert. Auch Fiat G.91 Jagdbomber lagen hier eine Zeit lang.
Nachdem die Portugiesische Marine jahrzehntelang keine eigenen Luftfahrzeuge betrieben hatte, erhielt sie mit Indienststellung der Fregatten der Vasco-da-Gama Klasse Sea Lynx Helikopter zugewiesen, die ihre Landbasis in Montijo haben.
Da der Lissaboner Zivilflughafen Humberto Delgado an seine Kapazitätsgrenze gekommen war, teilte der portugiesische Infrastrukturminister Pedro Marques im Februar 2017 mit, dass Montijo ab 2019 für den kommerziellen Flugbetrieb umgebaut werden solle. Als zweiter internationaler Flughafen der Stadt solle er vornehmlich für Mittelstrecken- und Billigflüge zur Verfügung stehen. Nach Verzögerungen und Rechtstreitigkeiten, untersagte die portugiesische Luftfahrtbehörde (Autoridade Nacional da Aviação Civil, ANAC) die Umnutzung des Flugplatzes, da nicht alle benachbarten Gemeinden dem zugestimmt hätten, wie es die Gesetzgebung jedoch vorsieht.

## Militärische Nutzung

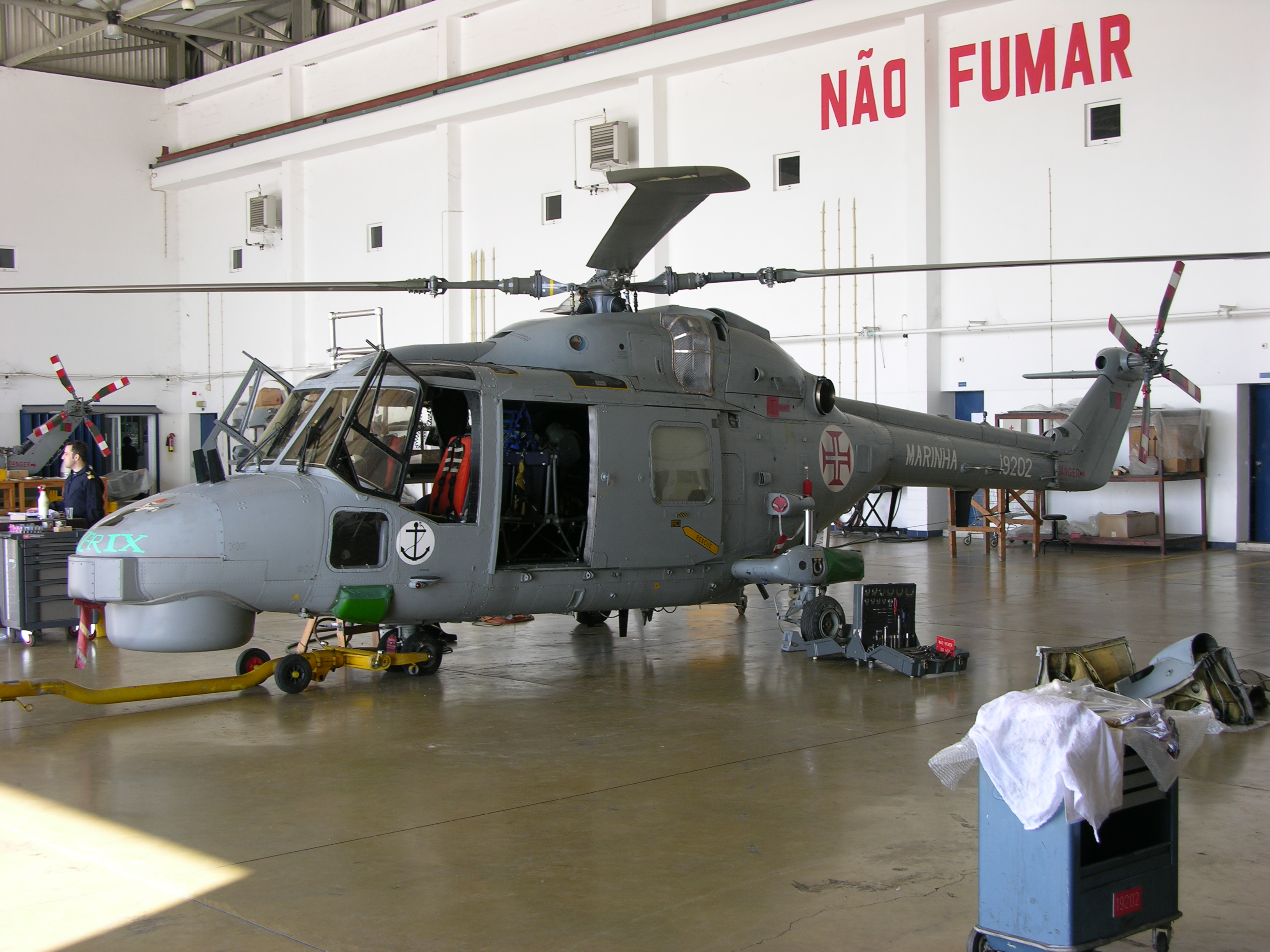
Lynx Mk.95, Montijo, 2006

Die Basis wird zurzeit (2013) wie folgt genutzt:
- Esquadra 501 Bisontes (Bisons), ausgerüstet mit C-130H/H-30 Hercules, seit 1977
- Esquadra 502 Elefantes, ausgerüstet mit C-295M/MPA, seit 2007
- Esquadra 504 Linces (Luchse), ausgerüstet mit Falcon 20, seit Januar 1985
- Esquadra 751 Pumas, ausgerüstet SAR-Helikoptern AW101 Merlin, seit 2005
- Esquadrilha de Helicópteros, ausgerüstet mit Lynx Mk.95-Bordhubschraubern, die Hubschrauberstaffel der Marine Portugals, seit September 1993

Daneben gibt es einige nichtfliegende Einheiten.

## Zwischenfälle
- Am 11. Juli 2016 kam eine Lockheed C-130H Hercules der portugiesischen Luftstreitkräfte (16804) bei der Startbeschleunigung auf dem Militärflugplatz Montijo nach links und anschließend nach rechts von der Startbahn ab, fing Feuer und stürzte knapp 1500 Meter hinter der Startbahn ab. Von sieben Besatzungsmitgliedern starben drei, vier weitere wurden verletzt.[3][4][5]